# Villosa
Pour les articles homonymes, voir Villosa (homonymie).
Genre
Statut CITES
Villosa est un genre de mollusques bivalves, de la famille des Unionidés (des moules d'eau douce), endémique d'Amérique du Nord.

## Habitat et répartition
Ce genre regroupe quatre espèces,, de moules d'eau douce, toutes endémiques d'Amérique du Nord,.

## Systématique
Villosa, de genre grammatical féminin, est le nom valide de ce taxon, initialement décrit comme un sous-genre de Lampsilis par Lorraine Screven Frierson (d). Villosa villosa est l'espèce type.

## Liste des espèces
Selon le World Register of Marine Species (20 juillet 2022) :
- Villosa amygdalum (I.Lea, 1843)
- Villosa delumbis (Conrad, 1834)
- Villosa vibex (Conrad, 1834)
- Villosa villosa (B.H.Wright, 1898)

Selon[réf. nécessaire] :
- Villosa amygdala (sv)
- Villosa arkansasensis
- Villosa brevicula (sv)
- Villosa choctawensis (en)
- Villosa constricta (sv)
- Villosa delumbis (sv)
- Villosa fabalis (en)
- Villosa iris (en)
- Villosa lienosa (sv)
- Villosa nebulosa (sv)
- Villosa ortmanni (sv)
- Villosa perpurpurea (en)
- Villosa taeniata (en)
- Villosa trabalis (en)
- Villosa vanuxemensis (sv)
- Villosa vaughaniana (sv)
- Villosa vibex (sv)
- Villosa villosa (sv)

## Galerie

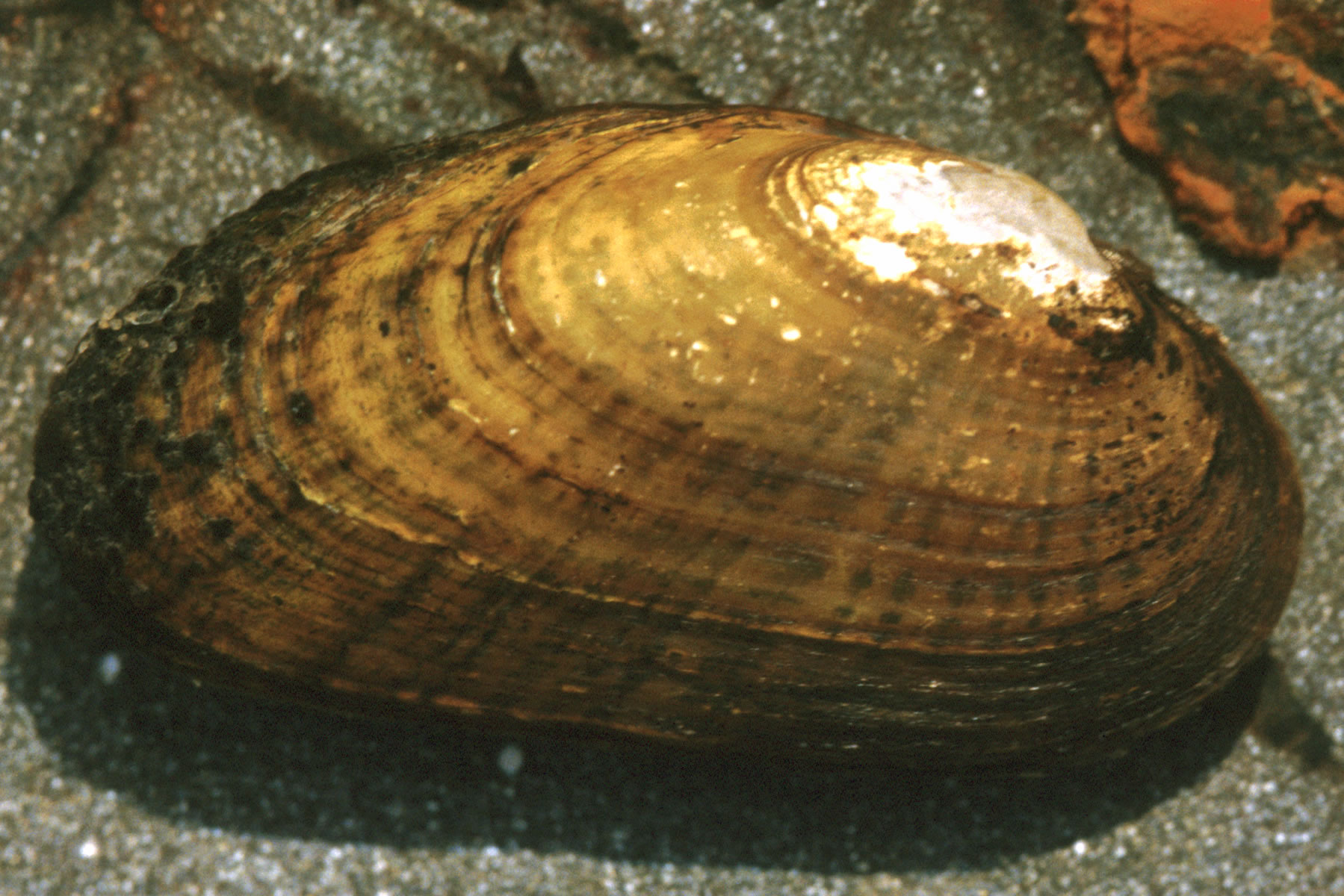
V. iris (en).
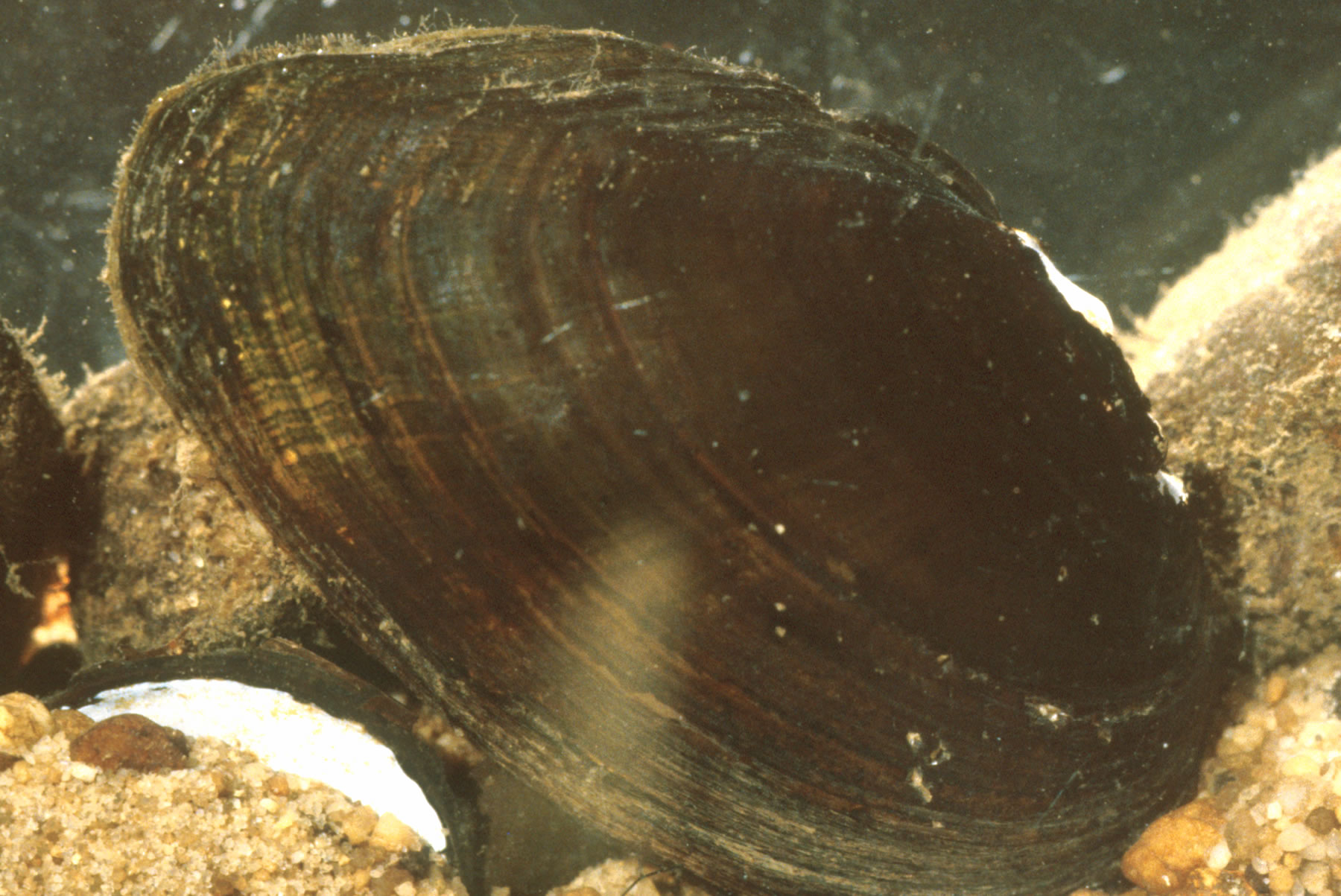
V. perpurpurea (en).
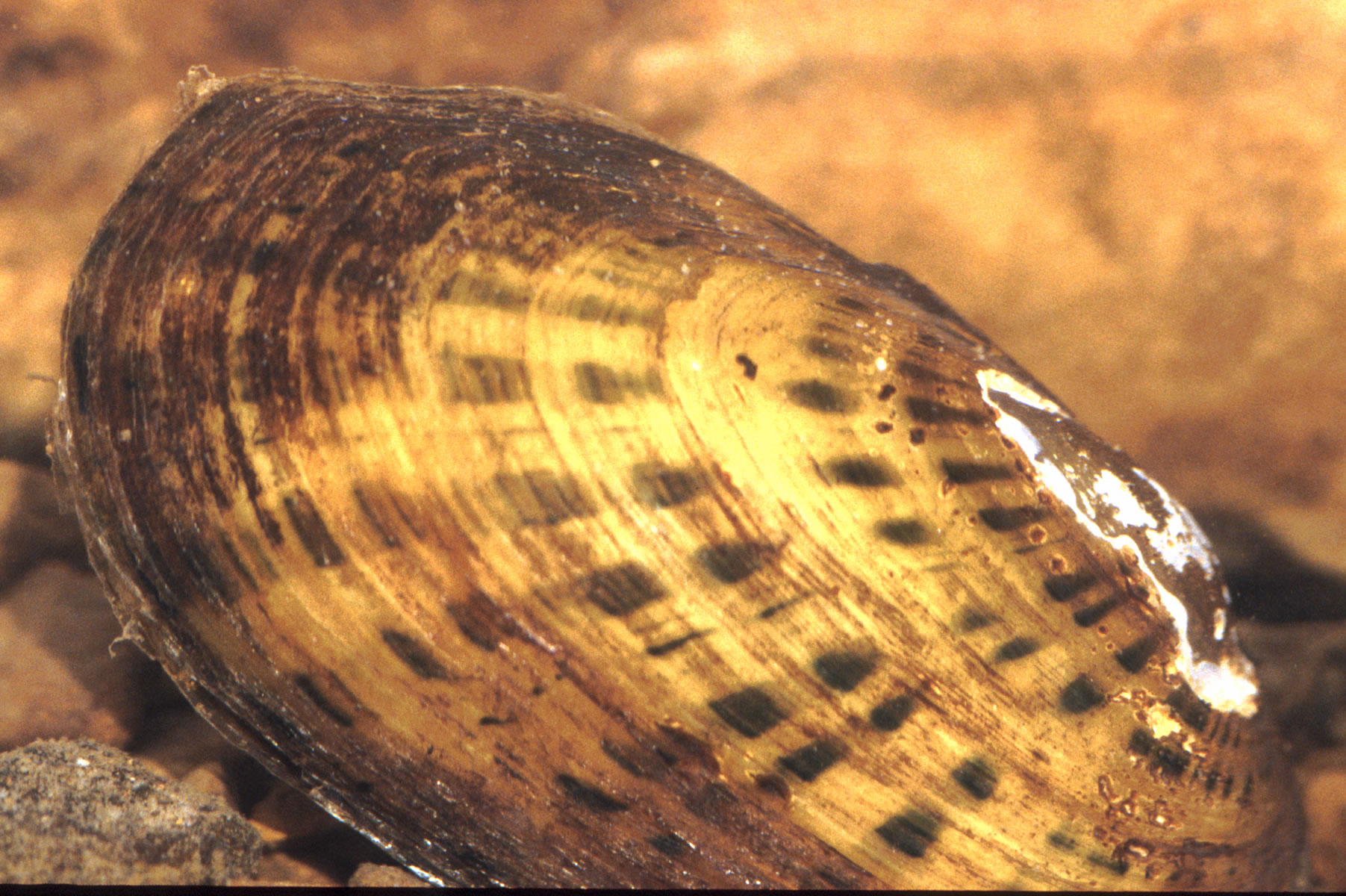
V. taeniata (en).
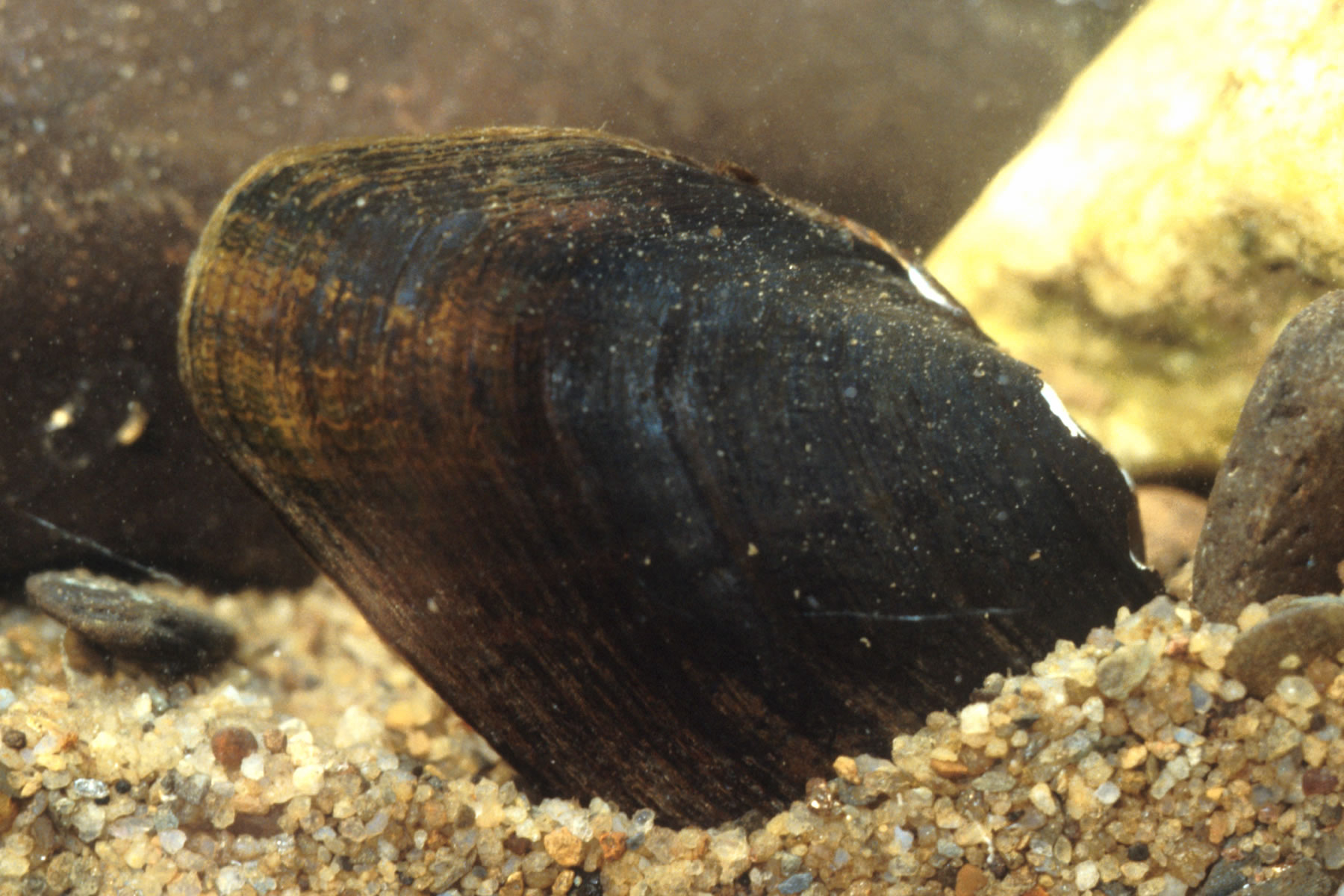
V. trabalis (en).